# Maxim Nehoda
Maxim Nehoda –en bielorruso, Максим Негода– (7 de julio de 1998) es un deportista bielorruso que compite en lucha grecorromana. Ganó una medalla de oro en el Campeonato Europeo de Lucha de 2020, en la categoría de 63 kg.

## Palmarés internacional
| Campeonato Europeo | Campeonato Europeo | Campeonato Europeo | Campeonato Europeo |
| Año                | Lugar              | Medalla            | Categoría          |
| ------------------ | ------------------ | ------------------ | ------------------ |
| 2020               | Roma (Italia)      | Medalla de oro     | 63 kg              |